# Göran Grängsjö
Göran Grängsjö, född 22 mars 1931 i Delsbo, död 15 augusti 2007 i Uppsala, var en svensk friidrottare (mångkamp). Han tävlade för klubben Upsala Studenters IF och vann SM i tiokamp år 1957. 

## Personliga rekord
- Tiokamp: 6325 poäng[3] (Helsingborg 14 juli 1957). Serie[4]: 11.3s 625cm 1328cm 175cm 53.4s 15.7s 4052cm 340cm 5105cm 5:04.1min[5]